# Sofija Andruchowytsch

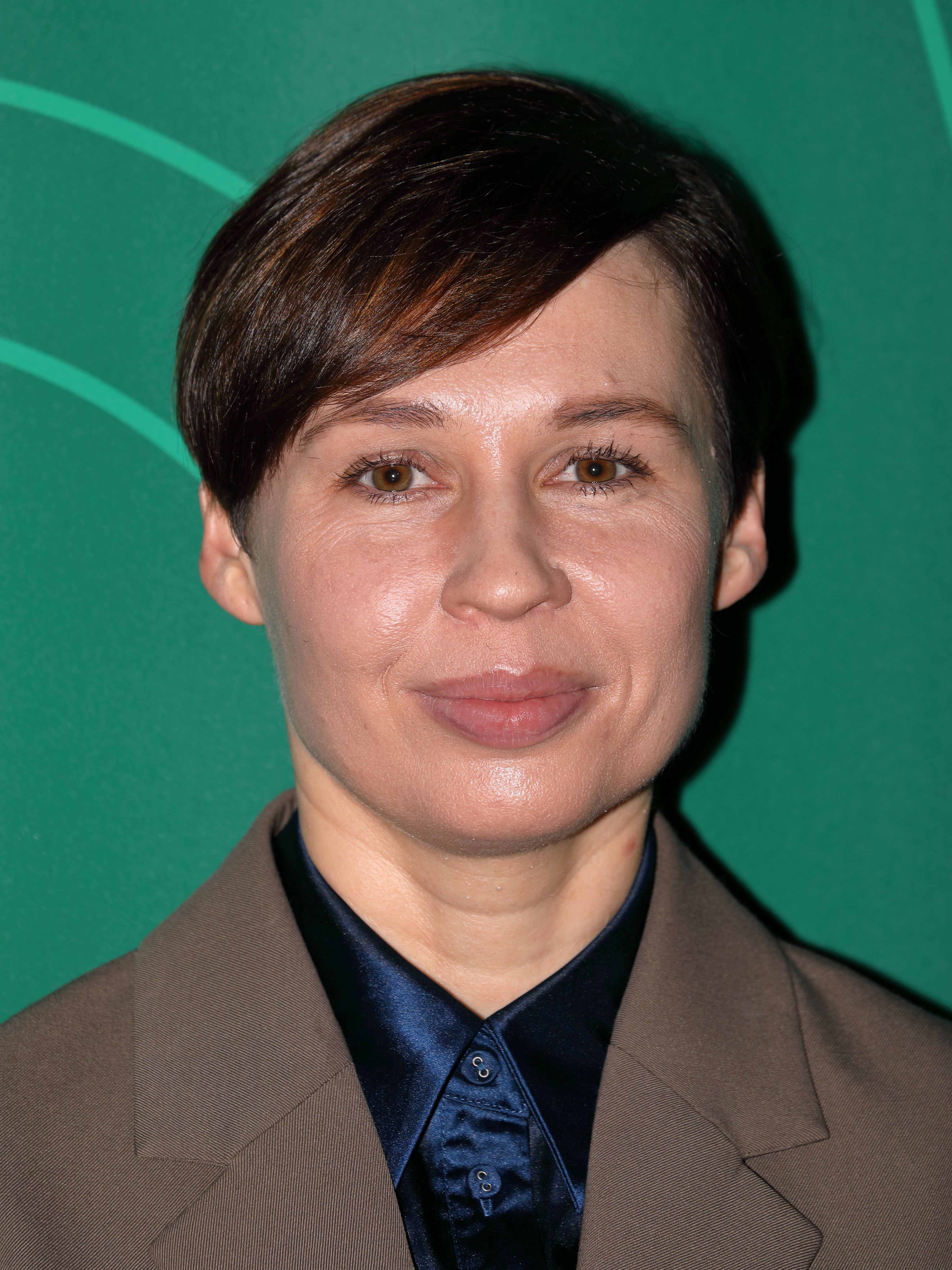
Sofija Andruchowytsch, 2024

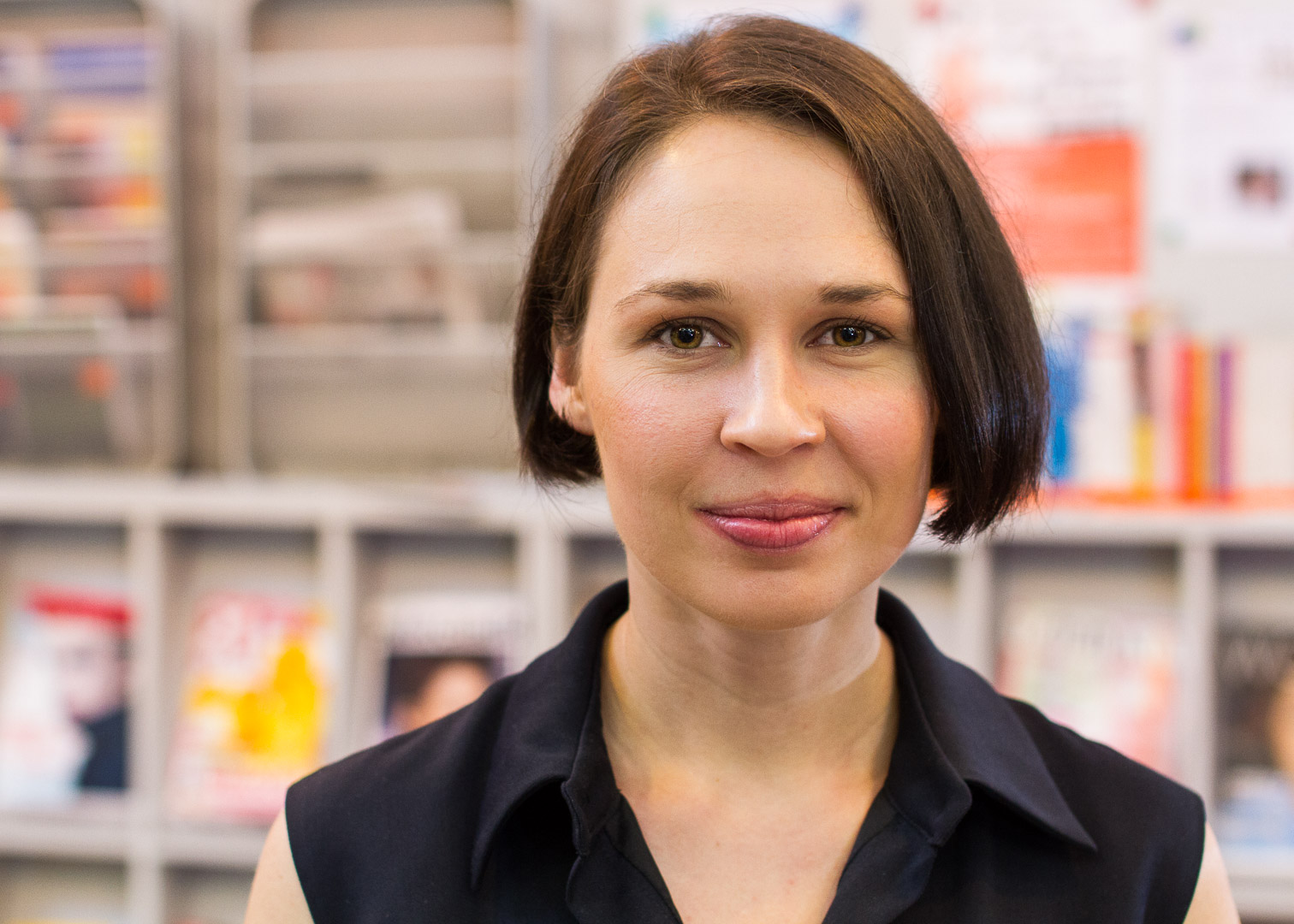
Sofija Andruchowytsch in Breslau 2015

 Sofija Jurijiwna Andruchowytsch (ukrainisch Софія Юріївна Андрухович; wiss. Transliteration Sofija Juriїvna Andruchovyč; * 17. Oktober 1982 in Iwano-Frankiwsk, Ukrainische SSR) ist eine ukrainische Schriftstellerin, Essayistin und Übersetzerin.

## Leben
Sofija Andruchowytsch wurde 1982 in der westukrainischen Stadt Iwano-Frankiwsk geboren. Sie ist die Tochter von Nina und Jurij Andruchowytsch, einem bekannten ukrainischen Schriftsteller. Sie ist mit dem Schriftsteller Andrij Bondar verheiratet und hat eine Tochter.
Nach Beendigung der Schule arbeitete sie bei der Literatur-Zeitschrift Tschetwer (Donnerstag), die vom Schriftsteller Jurij Isdryk herausgegeben wird.

### Felix Austria (2014)
Felix Austria spielt vor hundert Jahren während der Zeit der K & K Monarchie und handelt vom Leben zweier Frauen aus Stanyslawiw/Stanislaw in Ostgalizien. Das Werk erschien 2016 in deutscher Übersetzung. 

## Stipendien und Auszeichnungen
- 2001 Preisträgerin der Smoloskyp Literature Foundation in Kiew
- 2004 Stipendiatin des Programms „homines Urbani“ der Villa Decius in Krakau
- 2013 Stipendiatin von „Gaude Polonia“ in Warschau
- 2015 Józef-Conrad-Preis des Polnischen Instituts Kiew
- 2016 Visegrad Eastern Partnership Literary Award
- 2023 Encounter: The Ukrainian-Jewish Literary Prize[2]
- 2024 Internationaler Hermann-Hesse-Preis

## Werke

### Prosa
- Der Sommer Milenas (Літо Мілени). Kyiv 2002.
- Alte Menschen (Старі люди). Iwano-Frankiwsk 2003.
- Frauen ihrer Männer (Жінки їхніх чоловіків). Iwano-Frankiwsk 2005. (poln. Sekowa 2007).
- Lachs (Сьомга). Kyiv 2007. (poln. Sekowa 2009)
- Felix Austria (Фелікс Австрія). Lwiw 2014. 
  - Der Papierjunge. Übersetzung: Maria Weissenböck. Residenz Verlag, Salzburg 2016, ISBN 978-3-7017-1663-0.
- Amadoka (Амадока). Lwiw 2020.[3]
  - Die Geschichte von Romana. Das Amadoka-Epos 1. Übersetzung: Alexander Kratochvil und Maria Weissenböck. Residenz Verlag, Salzburg 2023, ISBN 978-3-7017-1763-7.
  - Die Geschichte von Uljana. Das Amadoka-Epos 2. Übersetzung: Alexander Kratochvil und Maria Weissenböck. Residenz Verlag, Salzburg 2023, ISBN 978-3-7017-1764-4.
  - Die Geschichte von Sofia. Das Amadoka-Epos 3. Übersetzung: Alexander Kratochvil und Maria Weissenböck. Residenz Verlag, Salzburg 2024, ISBN 978-3-7017-1765-1.[4]

### Übersetzungen ins Ukrainische
- Manuela Gretkowska: Europejka. Kyiv 2006.
- Joanne K. Rowling: Harry Potter and the Goblet of fire. (Gemeinsam mit Wiktor Morozow). Kyiv 2003.